# Turistická značená trasa 8853
 Turistická značená trasa 8853 je žlutá značka ve Vysokých Tatrách na Slovensku určená pro pěší turistiku, která vede spojuje Mlynickou a Furkotskou dolinu přes Bystrou lávku.

## Přístupnost
Přístup je kromě části vedoucí přes osadu Štrbské Pleso možný pouze v letním období od 16. června do 31. října.

## Popis trasy
| vzdálenost km                             | čas hod                        | nadmořská výška | místo                                        | souběžné trasy          | navazující trasy                          | směr navazujících tras |
| ----------------------------------------- | ------------------------------ | --------------- | -------------------------------------------- | ----------------------- | ----------------------------------------- | ---------------------- |
| 0,0                                       | 0:00                           | 1 355           | Štrbské pleso (Liečebny dom Solisko)         | 0930                    | 2836a                                     | ↑Škutnastá poľana      |
| 0,0                                       | 0:00                           | 1 355           | Štrbské pleso (Liečebny dom Solisko)         | 0930                    | 2836a                                     | ↓Tatranská Štrba       |
| 0,0                                       | 0:00                           | 1 355           | Štrbské pleso (Liečebny dom Solisko)         | 0930                    | 0930                                      | ↑Jamské pleso          |
| 0,0                                       | 0:00                           | 1 355           | Štrbské pleso (Liečebny dom Solisko)         | 0930                    | 5803                                      | ↓Tri studničky         |
| 0,9                                       | 0:15                           | 1 350           | Štrbské pleso (pred Héliosom)                | 0930                    | 0930                                      | ↑Trigan                |
| —                                         | —                              | 1 350           |                                              | odbočka k hotelu Patria | asfaltová silnice                         | hotel Patria           |
|                                           |                                | 1 360           | hotel FIS (lyžařské středisko Štrbské Pleso) |                         | Sedačková lanovka Štrbské pleso – Solisko | ↑chata pod Soliskom    |
| Sedačková lanovka Štrbské pleso – Mostíky | ↑lyžařské můstky Štrbské Pleso | 1 360           | hotel FIS (lyžařské středisko Štrbské Pleso) |                         |                                           |                        |
| —                                         | —                              | 1 690           | pliesko pod Skokom                           |                         |                                           |                        |
| 5,3                                       | 1:45                           | 1 760           | Vodopád Skok                                 |                         |                                           |                        |
| —                                         | —                              | 1 801           | pleso nad Skokom                             |                         |                                           |                        |
| —                                         | —                              | —               | brod přes Mlynici                            |                         |                                           |                        |
| —                                         | —                              | 1 932           | Malé Kozie pleso                             |                         |                                           |                        |
| —                                         | —                              | 2 075           | Capie pleso                                  |                         |                                           |                        |
| 8,4                                       | 3:40                           | 2 314           | Bystrá lávka                                 |                         |                                           |                        |
| —                                         | —                              | 2 157           | Vyšné Wahlenbergovo pleso                    |                         |                                           |                        |
| —                                         | —                              | 2 053           | Nižné Wahlenbergovo pleso                    |                         |                                           |                        |
| 11,5                                      | 5:05                           | 1 770           | Škutnastá poľana                             |                         | 2836a                                     | ↑chata pod Soliskom    |
| 13,5                                      | 5:50                           | 1 450           | pod Furkotou                                 |                         | 0930                                      | ↓Štrbské pleso         |
| 13,5                                      | 5:50                           | 1 450           | pod Furkotou                                 | ↑Jamské pleso           | 0930                                      |                        |